# Claritas Fossae
Claritas Fossae é uma fossa nos quadrângulos de Phoenicis Lacus e Thaumasia, em Marte, localizada a 
31.5 S e 104.1 W.  Possui 2.050 km de extensão e recebeu o nome de uma formação de albedo clássica.
Depressões extensas e estreitas são chamadas fossae na linguagem geográfica utilizada para Marte. O termo é derivado do latim, assim fossa é singular e fossae é plural. As fossas se formam quando a superfície é estirada até seu rompimento. Esse estiramento pode ser devido ao peso excessivo de um vulcão próximo. Fossae/crateras de buraco são comuns próximos a vulcões no complexo vulcânico de Tharsis e Elysium.   Uma fenda muitas vezes possui duas quebras com a sessão intermediária se movendo para baixo, deixando escarpas íngremes nos lados; uma fenda deste tipo é chamada um graben.  O lago George, no norte do estado de New York, é um lago que se situa sobre um graben. 